# Petahunan (Sumbersuko)
Petahunan is een bestuurslaag in het regentschap Lumajang van de provincie Oost-Java, Indonesië. Petahunan telt 2296 inwoners (volkstelling 2010).